# 結晶性關節病變
結晶性關節病變是一種關節疾病（關節變病），特徵是微小晶體沉積在一個或多個關節中。應用偏光顯微鏡和其他晶體學技術協助鑑定各種不同的微晶，包括：尿酸鈉（monosodium urate 或 uric acid）、 二水合焦磷酸鈣（calcium pyrophosphate dihydrate 或 CPPD）、羥磷灰石（calcium hydroxyapatite）和草酸鈣（calcium oxalate）。
包括以下類型：
| 名稱                         | 物質         | 雙折射 |
| ---------------------------- | ------------ | ------ |
| 痛風                         | 尿酸沉積     | 陰性   |
| 軟骨鈣質沈積病又稱為假性痛風 | 焦磷酸鈣沉積 | 陽性   |

## 危險因子
- 肥胖症
- 腎功能衰竭
- 高磷酸鹽血症（英语：Hyperphosphatemia）
- 副甲狀腺功能亢進症
- 高血鈣
- 組織受損（營養不良性鈣化（英语：dystrophic calcification））

## 原因
- 關節內的晶體沉積
- 形成焦磷酸鈣（Calcium PyroPhosphate Dihydrate, CPPD）晶體：
  - 無機焦磷酸鹽生產增加
  - 軟骨內的焦磷酸酶減少
  - 軟骨內的糖胺聚糖減少
  - 副甲狀腺功能亢進症
  - 血色沈著病[4]
  - 低磷酸酯酶症[5]
  - 低血鎂症
- 羥磷灰石沉積：
  - 組織受損
  - 副甲狀腺功能亢進症[6]
  - 高血鈣
  - 高磷血症（英语：Hyperphosphatemia）
- 草酸鈣沉積：
  - 因酶缺損造成草酸過度增加
  - 腎功能衰竭時，草酸排泄變差
  - 腎功能衰竭時，過度攝入維生素C

## 鑑別診斷
- 敗血性關節炎
- IIa 型高脂蛋白血症
- 澱粉樣變
- 多中心的網狀組織細胞增多症（英语：Multicentric reticulohistiocytosis）
- 副甲狀腺功能亢進症
- 脊椎關節病變
- 類風濕性關節炎
- 纖維肌痛